# Heliophobius argenteocinereus
Heliophobius argenteocinereus је врста глодара из породице пешчарских слепих кучића (Bathyergidae).

## Распрострањење
Ареал врсте покрива средњи број држава у Африци. Врста има станиште у Замбији, Зимбабвеу, Кенији, Танзанији, ДР Конгу, Мозамбику и Малавију.

## Станиште
Станишта врсте су саване, травна вегетација, екосистеми ниских трава и шумски екосистеми и брдовити предели. Врста је по висини распрострањена до 2.200 метара надморске висине.

## Угроженост
Ова врста није угрожена, и наведена је као последња брига јер има широко распрострањење.